# 12 novembre 1916
Le dimanche 12 novembre 1916 est le 317e jour de l'année 1916.

## Naissances
- Jean Papineau-Couture (mort le 15 août 2000), musicien classique, compositeur et pédagogue québécois.
- Liam Dunn (mort le 11 avril 1976), acteur américain
- Paul Emery (mort le 3 février 1993), pilote automobile britannique
- Richard Ney (mort le 18 juillet 2004), acteur américain

## Décès
- Bruno Garlepp (né le 3 janvier 1845), écrivain, peintre et compositeur allemand
- Percival Lowell (né le 13 mars 1855), astronome américain